# Rénovationisme
Rénovationisme (russe : Обновленчество; le nom officiel est l'Église orthodoxe russe, russe : Российская православная церковь, l'Église orthodoxe en URSS, russe : Православная церковь в СССР; titre non officiel l'Église vivante, en russe : Живая Церковь) désigne un ensemble de groupes et de mouvements schismatiques de l'Église orthodoxe de Russie, ayant existé entre 1922 et 1946.

## Histoire
En 1922, le patriarche Tikhon, primat de l'Église orthodoxe russe, est arrêté et emprisonné par les autorités soviétiques, décidées à persécuter l'Église.
En mai 1922, profitant du vide créé par l'emprisonnement du patriarche, un groupe de clercs et de prêtres de l'Église russe favorables à l'idéologie communiste s'auto-proclame « Direction ecclésiastique provisoire », et appelle l'ensemble des fidèles et du clergé à se soumettre à lui ,,. Le groupe, qui change bientôt son nom en « Eglise vivante », affiche son intention d'introduire des réformes ecclésiales radicales, notamment en changeant différents dogmes chrétiens au moyen d'idées communistes et humanistes 
 , .
En 1923, le mouvement schismatique « dépose » symboliquement le patriarche Tikhon.
L'Église vivante est activement soutenue par les autorités soviétiques qui y voient un moyen d'affaiblir l'Église orthodoxe russe « officielle » . Nombre de prélats ou de clercs restés fidèles à l'Église orthodoxe « officielle » sont exécutés, emprisonnés ou exilés par les autorités pour « activités contre-révolutionnaires » . Le clergé de l'Eglise vivante participe aux persécutions en collaborant avec le GPU, ce qui le décrédibilise durablement auprès des fidèles  , .
Cependant, malgré le soutien actif des autorités, l'Église vivante va se révéler un échec. En effet, le mouvement connaît des dissensions internes et finit par se diviser en plusieurs fractions ; En outre, les paroisses dont l'Église vivante s'est emparée sont en règle générale désertées par les fidèles, et malgré les pressions des autorités, la très grande majorité de ceux-ci reste fidèle à l'Église orthodoxe « officielle »  , . 
À partir de 1927, l'Église vivante subit les défections de nombreux clercs qui font acte de repentance et reviennent à l'Église orthodoxe. En outre, le mouvement schismatique perd le soutien du gouvernement soviétique. Il disparaît progressivement, ne se maintenant – avec difficulté – que dans quelques grandes villes.
En 1929, l'Église vivante, privée de soutien officiel, n'est pas épargnée par la nouvelle campagne anti-religieuse des autorités soviétiques. Elle disparaît définitivement en 1946, après la mort de son seul fondateur encore acquis à ses idées, Alexandre Vvedenski.